# Theorema dysmenia
Theorema dysmenia är en fjärilsart som beskrevs av Max Wilhelm Karl Draudt 1919. Theorema dysmenia ingår i släktet Theorema och familjen juvelvingar. Inga underarter finns listade i Catalogue of Life.